# استان اوسورنو
استان اوسورنو (به اسپانیایی: Provincia de Osorno) یکی از چهار استان منطقه لوس لاگوس شیلی است. مرکز استان شهر اوسورنو است.

## خصوصیات
استان اوسورنو ۹٬۲۲۳٫۷ کیلومتر مربع مساحت و ۲۲۱٬۴۹۶ نفر جمعیت دارد

## مناطق مسکونی
- اوسورنو